# David Raison
Pour les articles homonymes, voir Raison (homonymie).
David Raison est un architecte naval, ingénieur designer et skipper français, né en 1972 à Saint-Nazaire. En 2010, il introduit dans l'architecture de la course au large le principe du scow, une carène large à l'avant, avec une étrave ronde. Il apporte ainsi un gain de puissance qui révolutionne tout d'abord la classe Mini. À la barre du scow Magnum (TeamWork Evolution de son premier nom de course), qu'il a lui-même dessiné et construit, Raison frappe les esprits en gagnant la Mini Transat 2011. Le bateau gagne toutes les courses de la saison 2014.
Raison améliore son concept avec le scow Maximum, qui gagne toutes les courses du circuit Mini en 2017 et 2018.
En 2019, il introduit le scow dans la Class40, avec Crédit mutuel. Cette année-là, deux bateaux dessinés par Raison remportent le même jour deux courses transatlantiques : la Mini Transat et, en Class40, la Transat Jacques-Vabre.

## Biographie
David Raison naît le 10 juin 1972, à Saint-Nazaire, en Loire-Atlantique. Il suit des études d'ingénieur en hydrodynamique et ingénierie navale à l'École centrale de Nantes. Il en sort diplômé en 1995. De 1997 à 1999, il est expert dans une société de classification parisienne, qui contrôle navires et plateformes offshore.
À la barre d'un prototype qu'il a lui-même conçu en collaboration avec François Lucas, Savoy Truffle 232 (Leclerc-Saint-Nicolas de son nom de course), il participe à la Mini Transat 1999 (abandon), puis à l'édition 2001 (7e).
En 2002, il ouvre un cabinet d'ingénierie navale qui sous-traite principalement pour son ancien employeur et pour des chantiers navals. Il court la Mini Transat 2003, en bateau de série cette fois, et termine 2e.

### MiniMagnum747, premierscowde course au large

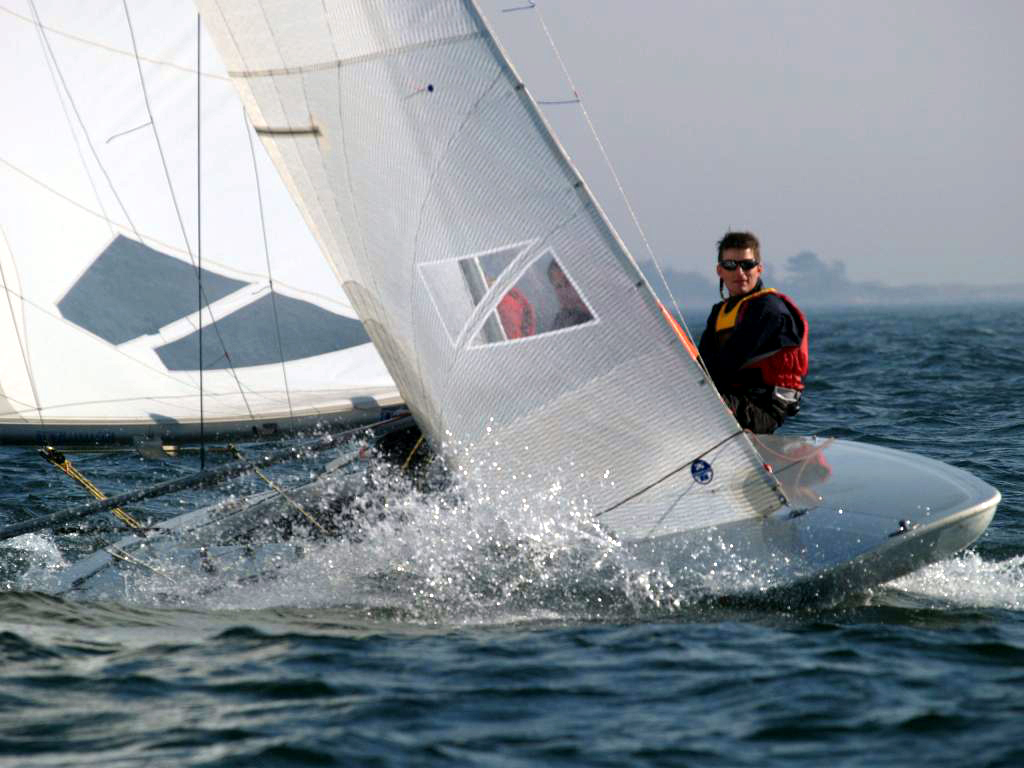
Scow de lac, classe E.

Dès 2004, il songe à construire son nouveau Mini. Son premier axe d'étude est de concevoir un bateau dépassant les 6,50 mètres et de « couper devant ce qui dépasse, en se débrouillant pour arrondir de façon à ce que cela rentre ». Ensuite, il veut de la puissance : « Et, comme on ne peut plus rajouter du volume derrière, on va en mettre devant... » Il pense aux Optimist et aux planches à voile, « qui n'ont pas le nez pointu ». Il lit avec intérêt un article sur les scows, bateaux de course des Grands Lacs américains qui furent très populaires au début du XXe siècle, « luges surtoilées » à l'étrave arrondie. « David Raison avait l'intuition géniale, dit Charly Fernbach, que ces carènes pouvaient être adaptées à la course au large. » L'ingénieur ne compte pas ses heures de calcul :

« J'ai réalisé des études assez poussées pour un Mini, notamment au niveau des simulations numériques, pour être sûr de la viabilité du projet. En tant qu'ingénieur spécialiste de la mécanique des fluides, j'ai toujours réalisé des études poussées, des simulations numériques de carène, au niveau des appendices… Ce sont des paramètres qui ont été pris en compte sur les tout premiers plans que j'ai sortis. »

En 2005 et 2006, il court sur le circuit Figaro, mais ne peut s'aligner dans la Solitaire, faute de budget.
De 2006 à 2008, Raison, teste numériquement une dizaine de carènes, « certaines issues des meilleurs Minis actuels, et d’autres conçues sans tabou architectural. Cette remise à plat de la conception d’un bateau de course au large sur la base des technologies d’études et de construction les plus modernes a permis d’aboutir à un bateau très innovant, mais cohérent avec les grandes tendances actuelles » : le Mini 6.50 Magnum, premier scow de course au large au monde.

« J'ai mené deux études de front au moment de concevoir mon nouveau Mini et j'ai retenu la plus osée pour un programme hauturier, voire océanique. En ayant une carène large jusqu'à l'avant, on se rapproche du comportement d'un multicoque. On augmente la puissance par un décalage maximal du centre de carène sous le vent et on augmente la performance par une moindre angulation de la carène à la gîte. »

En mai 2008, Raison entreprend de construire lui-même le bateau, à Frossay, en Loire-Atlantique. Le chantier dure deux ans.
Magnum est mis à l'eau le 29 avril 2010. Scepticisme, moqueries, mépris, voire indignation outrée sont au rendez-vous. D'autant que la mise au point va prendre plusieurs mois. La première année se solde par des abandons et une décevante 16e place. Mais les tests de vitesse contre des Mini récents sont encourageants : aux allures de bon plein, le bateau de Raison « est sans conteste le 6,50 m le plus rapide de la flotte. Au près, il figure dans le Top 5 […] Au portant, on est dans le Top 10. En fait, son allure critique est le portant dans la brise ». 
Mais tout cela représente beaucoup de temps, de travail et de dépense. Les soucis financiers s'accumulent. Raison doit quitter son appartement. Il s'installe à Lorient pour s'entraîner. Il reçoit alors un soutien décisif, celui de la société suisse TeamWork. Le 8 avril 2011, Magnum prend pour nom de course TeamWork Evolution. Les bons résultats s'enchaînent : 2e du Grand Prix d'Italie, 2e de la Pornichet Select. Le 24 juillet, Raison remporte en solitaire la Transgascogne.
La grande surface plate à l'avant de TeamWork « facilite le planing ». Certes, il est léger, doté d'une quille pendulaire télescopique et d'un mât-aile. Mais d'autres prototypes ont tout cela. « Son plus, dit Raison, c'est vraiment sa raideur. Quille dans l'axe, j'ai le même couple de redressement qu'un Mini conventionnel avec sa quille angulée. La différence est là. Cela me permet de porter plus de toile plus longtemps. »

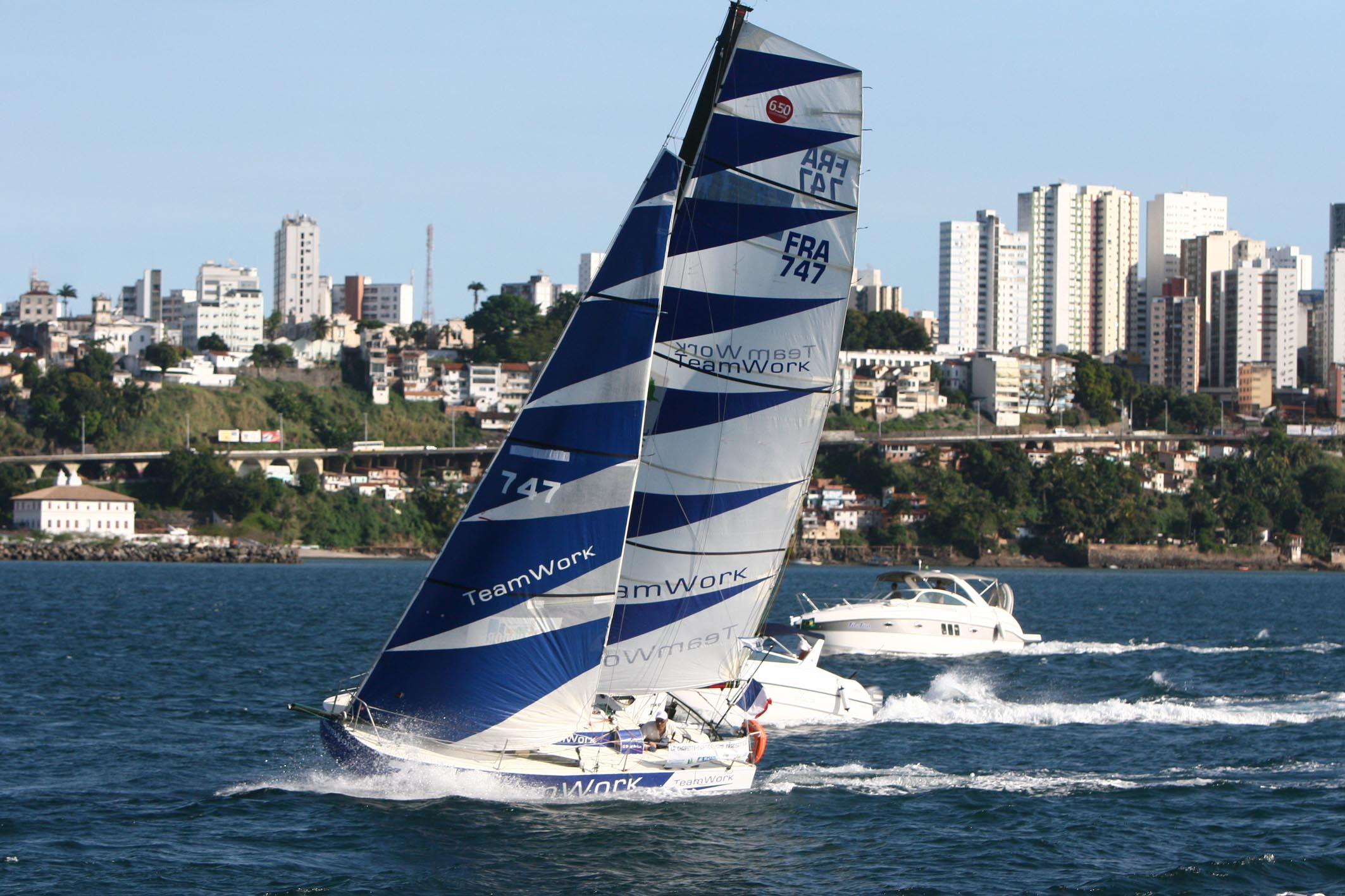
David Raison, à bord de TeamWork Evolution, termine en vainqueur à Salvador de Bahia la Mini Transat 2011.

Le 25 septembre 2011, à la barre de TeamWork, Raison est au départ de la Mini Transat, sa quatrième course transatlantique en solitaire. Il termine 2e de la première étape, La Rochelle-Funchal. Dans la seconde, peu avant les îles du Cap-Vert, il prend la tête de la course. Après le Pot au noir, il n'est quasiment plus inquiété. Ayant touché l'alizé du sud-est, il ne cesse de creuser l'écart. TeamWork Evolution se montre particulièrement performant au bon plein (entre 60 et 90° du lit du vent) : dans ces conditions, il marche un nœud plus vite que ses poursuivants. Le 30 octobre, Raison arrive  à Salvador de Bahia en vainqueur de la seconde étape et vainqueur de la course. Il a 136 milles d'avance sur le 2e, Thomas Normand,,.
Le 5 décembre, la Fédération des industries nautiques remet à David Raison le prix de la Haute Technologie, décerné à une « entreprise de l’industrie nautique française ayant apporté une contribution déterminante dans l’année en matière de performances dans le domaine de la compétition ». La domination de TeamWork Evolution, bateau « révolutionnaire », fait grosse impression. Et le concept du scow, ou « nez rond », va s'étendre, et dominer la classe Mini. Raison a « ouvert une nouvelle voie architecturale ». Le bateau fait si bien parler de lui que l'activité professionnelle de Raison s'oriente bientôt de l'ingénierie navale à l'architecture navale.
En 2012, TeamWork Evolution 747 est vendu à Giancarlo Pedote. Il devient Prysmian 747. Il obtient de bons résultats en 2012, des places de 1er et de 2e en 2013, et gagne toutes les courses auxquelles il participe en 2014.

### MiniMaximum865, évolution deMagnum

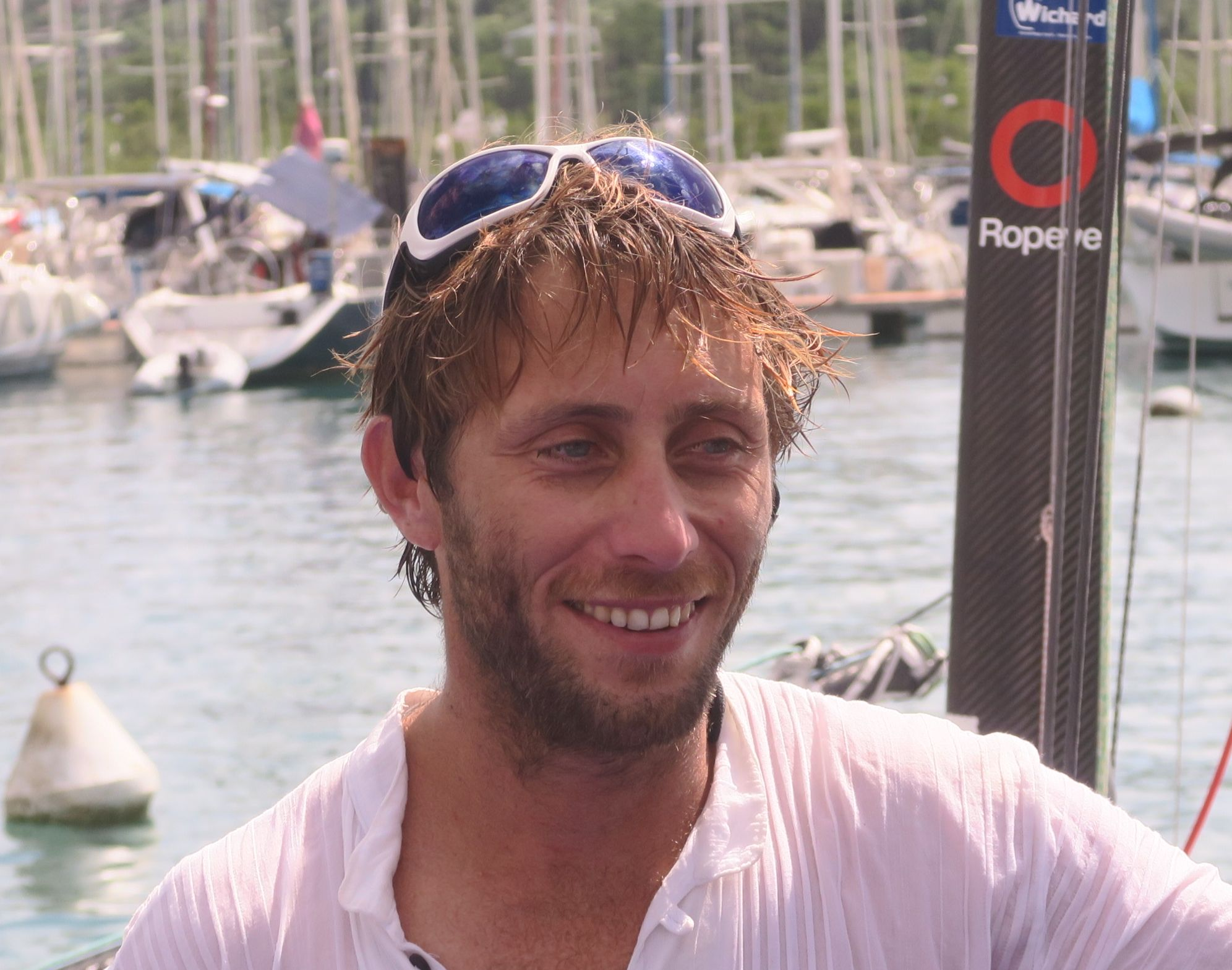
Ian Lipinski, à son arrivée en vainqueur de la Mini Transat 2017, à bord de Maximum.

En 2013, Raison dessine Maximum, une évolution de Magnum. Barré par Davy Beaudart, il domine la saison 2015 : 1er de la Lorient Bretagne Sud Mini en double avec Yves Le Blevec, 1er de la Pornichet Select, 1er du Trophée Marie-Agnès Péron, 1er de la Mini-Fastnet en double avec David Raison, 1er de la première étape de la Mini Transat (spi déchiré et abandon dans la seconde).
L'année suivante, Maximum passe aux mains de Ian Lipinski, qui gagne toutes les courses des saisons 2016 et 2017, y compris la Mini Transat (Lipinski est en double avec Raison dans la Mini-Fastnet 2017). Durant une décennie, dit Charly Fernbach, les protos Mini 6.50 de David Raison, « le Magnum et ensuite le Maximum — son évolution — ont remporté toutes les courses de la classe Mini aux mains de différents skippers, dont Ian Lipinski, confirmant le net avantage architectural. » Raison estime que Maximum est son bateau « le mieux réussi […] Pendant six ans, je n'ai pas su quoi faire pour l'améliorer […] Un palmarès incomparable ! Le meilleur palmarès ! »
En 2016, la société lorientaise SEAir rachète Magnum à Giancarlo Pedote. David Raison intègre cette entreprise. Il participe à la conception de bateaux volants et de semi-rigides à foils. Magnum est doté de foils. Il effectue, le 25 janvier 2017, le premier vol stable et équilibré d'un monocoque de course au large.

### Le Maxi 650, scow de série

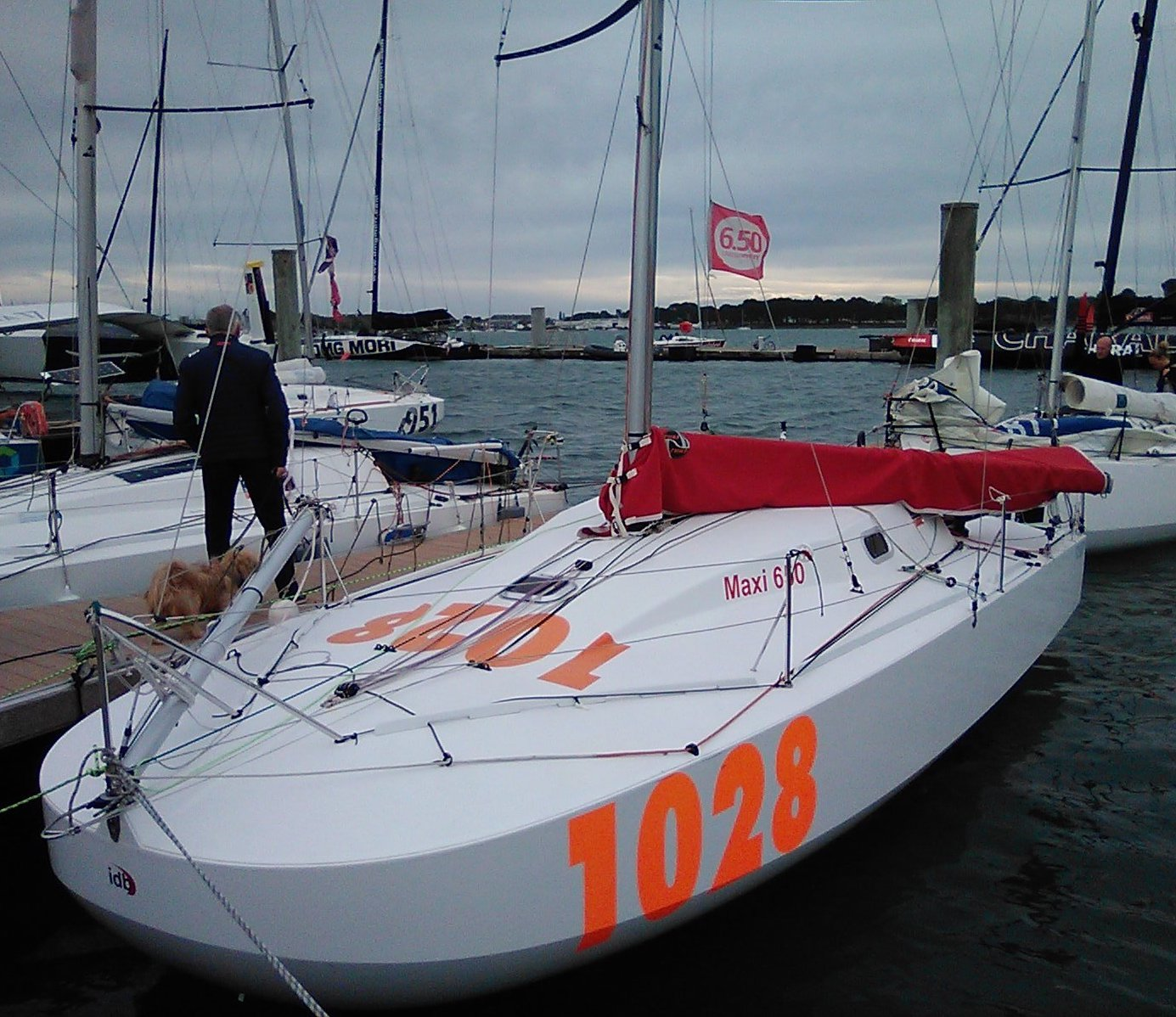
Le Maxi 650 Mingulay de Felix Oberle, mis à l'eau en 2021.

En 2017, Raison dessine un Mini scow de série, le Maxi 650, construit par le chantier IDB Marine, de Trégunc, dans le Finistère. Le premier exemplaire sort début juin 2018. Le Maxi 650 est un bateau « à l’aise dans la brise », dit Raison. En concevant la carène, il a « essayé d’en faire une « mobylette », c’est-à-dire un bateau assez marin, pas trop difficile à mener quand il y a de la brise. Sur mer plate, ce ne sont pas des bateaux très rapides, mais au large, sous pilote automatique, ce sont des bateaux redoutables. »
En janvier 2023, le 50e exemplaire est mis à l'eau,. Cette année-là, le 2 novembre, Hugues de Prémare, à la barre de son Maxi 650 Technip Energies-International Coatings 1033,  parcourt 296,26 milles en 24 heures, établissant le nouveau record des Mini de série. Quelques heures plus tard, il fait mieux : en parcourant 317,25 milles en 24 heures, il bat le record absolu des Mini (qui était de 308 milles), détenu jusque-là par un autre plan Raison, mais un prototype, un bateau en carbone, plus léger,.

### Adaptation du conceptscowau Class40

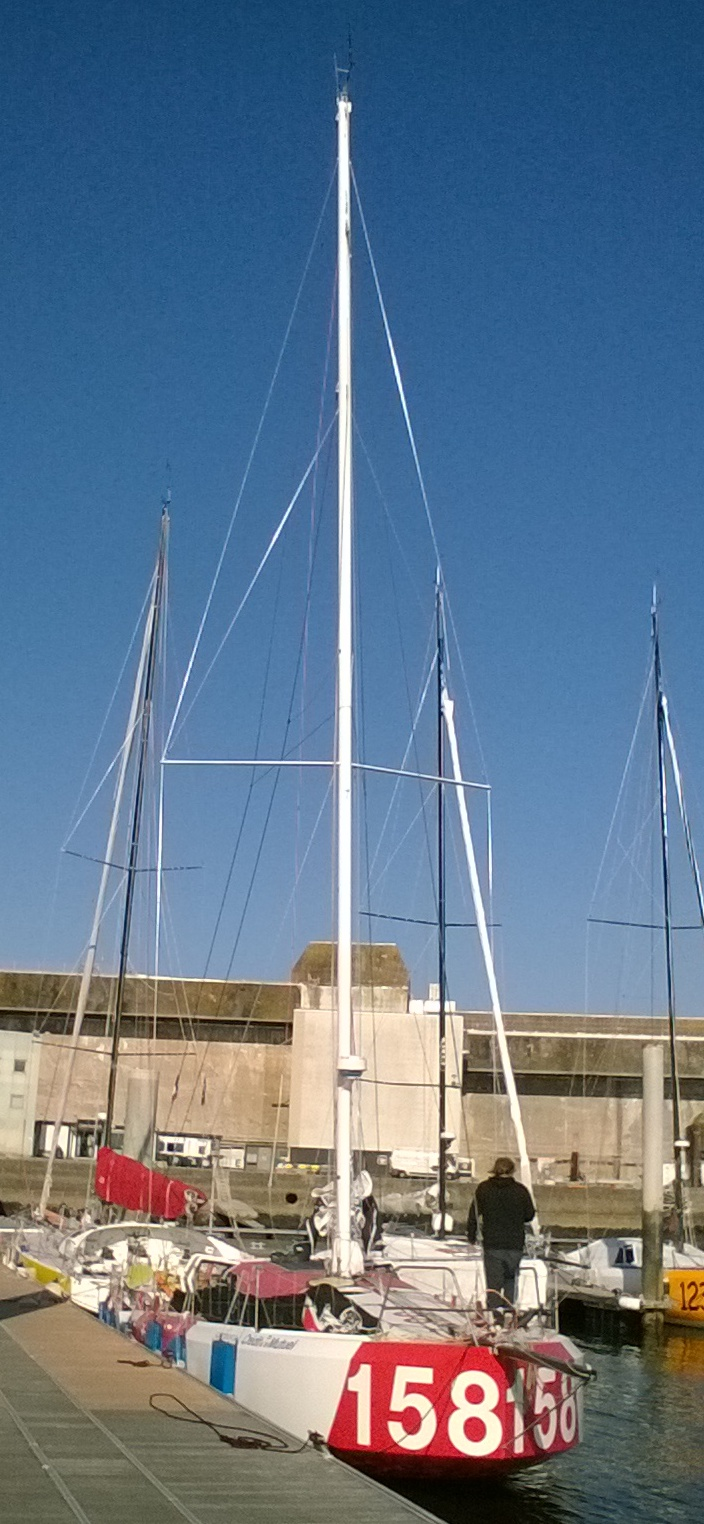
Le scow Class40 Crédit mutuel.

En 2018, Ian Lipinski sollicite Raison pour le dessin d'un Class40. Raison se remet à son compte, à Plouhinec, dans le Morbihan, et revient à la voile de compétition. Devant la révolution opérée par le scow dans la classe Mini, les autres classes, et notamment la Class40 et la classe Imoca, ont vite réagi. Elles ont mis en place des règles de jauge « limitant la possibilité de dessiner un pur scow ». Ceci pour éviter que les bateaux anciens ne soient trop rapidement dépassés. Pour dessiner Crédit mutuel, le Class40 de Lipinski, Raison s'adapte. Selon lui, les contraintes concernent surtout le dessin : il est possible d'obtenir un effet « scow » en respectant les contraintes de jauge. Le Class40 de Lipinski n'aura pas un avant aussi arrondi que les scows Mini. L'avant est large, mais la ligne d'étrave est toujours marquée.
Mis à l'eau le 13 août 2019, Crédit mutuel est particulièrement à l'aise au large, dans la mer formée et le vent fort. Il devient « magique » à partir de 25 nœuds de vent, décélérant moins que les autres Class40 quand il heurte les vagues.
Il confirme ses qualités dans la Transat Jacques-Vabre 2019. Mené par Ian Lipinski et Adrien Hardy, il bat le record de distance parcourue en 24 heures en Class40. Et, le 14 novembre 2019, deux bateaux dessinés par Raison remportent le même jour deux courses transatlantiques : la Mini Transat (avec Maximum 865, barré par François Jambou) et la Transat Jacques-Vabre (avec Crédit mutuel 158, mené par Lipinski et Hardy). « Ian Lipinski a fait 18 courses sur un plan Raison, remarque alors l'architecte, et il les a toutes gagnées. »
Le 12 novembre 2021, TeamWork 1019, un prototype plan Raison mis à l'eau en février, barré par Pierre Le Roy, gagne la Mini Transat. Le 10 novembre 2023, ce bateau gagne une nouvelle fois la Mini Transat, sous le nom de Repremar-Shipping Agency Uruguay, barré cette fois par l'Uruguayen Federico Waksman.

### Scows Imoca

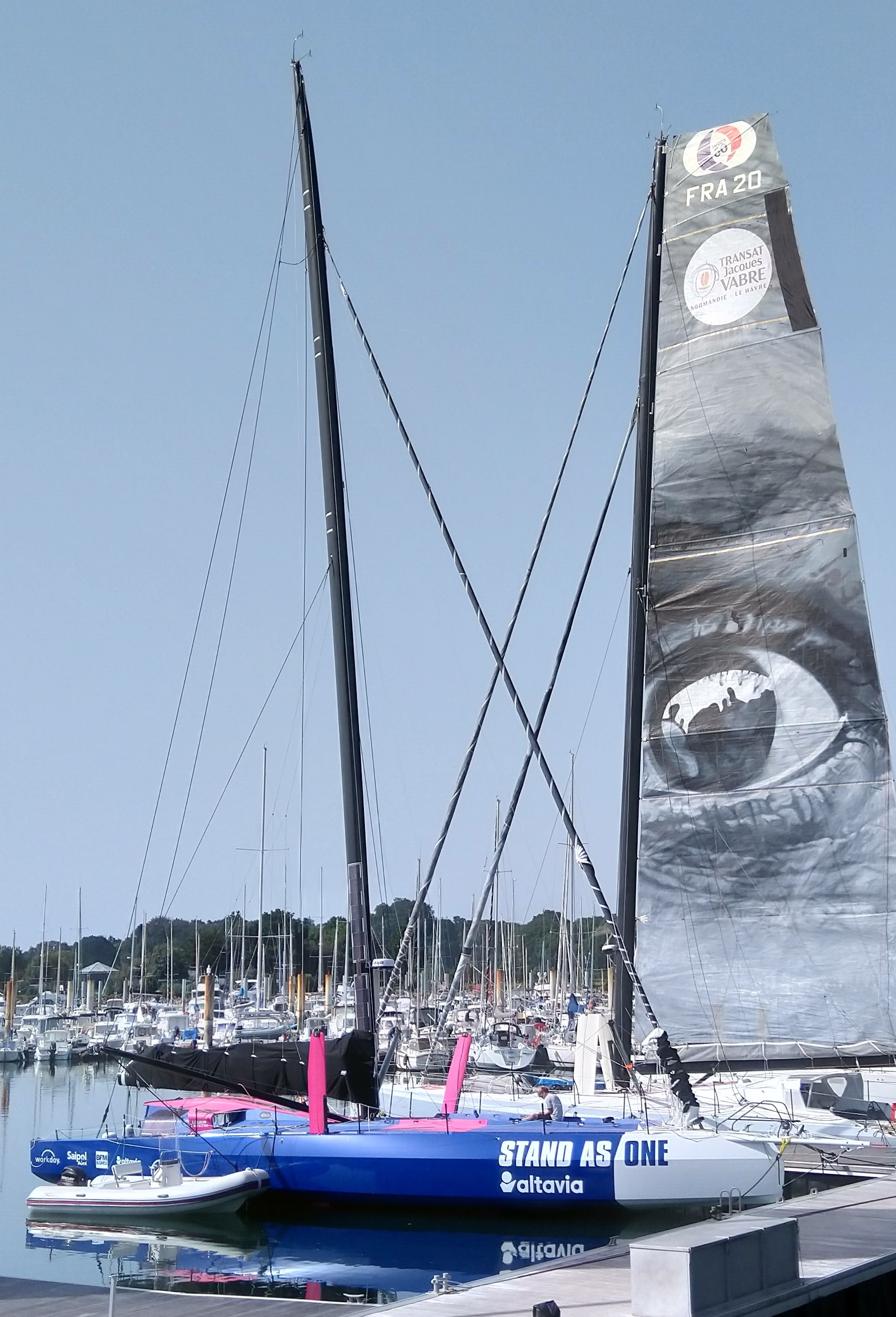
L'Imoca Stand as one d'Éric Bellion à Port-la-Forêt.

Raison est plusieurs fois sollicité pour dessiner un scow Imoca, mais pour des projets qui ne trouvent pas leur financement. Et c'est finalement l'architecte Samuel Manuard qui, en 2019, crée le premier Imoca à l'avant spatulé : L'Occitane en Provence d'Armel Tripon.
En 2021, Raison dessine un Imoca pour le projet collectif d'Éric Bellion et Jean Le Cam, en vue du Vendée Globe 2024-2025 : un bateau construit en deux exemplaires, afin de réduire les coûts. Toujours dans un souci d'économie, cet Imoca « sobre, simple, durable » n'est pas un foiler. Il est à dérives droites, mais avec une étrave « scow ». Le Stand as one de Bellion est mis à l'eau le 19 juin 2023. C'est le premier Imoca à dérives droites construit depuis 2011, depuis le Macif de François Gabart. Le Tout commence en Finistère - Armor lux  de Le Cam est mis à l'eau le 30 septembre.

## Palmarès en tant que coureur
- 1995 : 2e étudiants Tour de France à la voile[37]
- 1996 : 2e étudiants Tour de France à la voile[37]
- 1998 : 2e de l'Open Demi-Clé[37]
- 1999 : 12e sur 29 prototypes solo dans la Transgascogne, à la barre de Leclerc-Saint-Nicolas 232 (Savoy Truffle)[38]
- 2000 :
  - 3e sur 20 protos dans la Solo Chrono, à la barre de Leclerc-Saint-Nicolas 232[39]
  - 8e sur 21 protos dans le National Mini, à la barre de Leclerc-Saint-Nicolas 232[39]
- 2001 :
  - 17e sur 28 protos dans la Mini Select, à la barre de Savoy Truffle 232[39]
  - 2e sur 28 dans l'Open Demi-Clé, à la barre de Nauti Park-Navtek 232[39]
  - 27e sur 30 protos dans la Mini-Fastnet, avec Pierre-Emmanuel Pavageau, à bord de Nauti Park-Navtek 232[40]
  - 6e sur 18 protos solo dans la Transgascogne, à la barre de Nauti Park-Navtek 232[39]
  - 7e sur 33 protos dans la Mini Transat, à la barre de Nauti Park-Kley France 232[41]
- 2002 :
  - 4e sur 7 protos dans la Solo Chrono, à la barre de Nauti Park 232[39]
  - 5e sur 14 protos dans le National Mini, à la barre de Nauti Park 232[39]
- 2003 :
  - 8e sur 23 protos dans la Select 6,50, à la barre de Rayon liquide 440[42]
  - 2e sur 23 protos dans le Mini Pavois, à la barre de Rayon liquide 440[42]
  - 17e sur 51 protos dans la Mini-Fastnet, avec Cédric Cheylan, à bord d'Un sponsor pour ma Transat (et celle d'Isa) 440[43]
  - Vainqueur sur 20 bateaux de série dans l'Open Demi-Clé, avec Jeanne Grégoire, à bord d'Un sponsor pour ma Transat 440[44]
  - 2e sur 24 protos dans le Mini Pavois, à la barre de Rayon liquide 440[45]
  - 2e sur 31 bateaux de série dans la Mini Transat, à la barre de Rayon liquide 440[46]
- 2004 :
  - 3e de la Chrono 6.50[37]
  - 16e sur 43 protos dans la Mini-Fastnet, avec Pierre Gindre, à bord de Sport Voile 321[47]
  - 2e au National Pogo[2]
- 2005 : 9e sur 12 de la transat Trophée BPE, à la barre du Figaro 2 Coutot Roehrig[48]
- 2006 : 2e de la Solo Concarneau sur Figaro 2[2]
- 2010 :
  - 3e de la Chrono 6.50 en Pogo 2[2]
  - 16e sur 23 protos dans le Trophée Marie-Agnès Péron, à la barre de Magnum 747[15]
- 2011 :
  - 2e sur 10 protos dans le Grand Prix d'Italie, à la barre de TeamWork Evolution 747 (Magnum)[15]
  - 2e sur 25 protos dans la Pornichet Select, à la barre de TeamWork Evolution 747[15]
  - 9e sur 27 protos dans le Trophée Marie-Agnès Péron, à la barre de TeamWork Evolution 747[15]
  - Vainqueur sur 16 protos solo dans la Transgascogne, à la barre de TeamWork Evolution 747[15]
  - Vainqueur sur 33 protos dans la Mini Transat, à la barre de TeamWork Evolution 747, en 26 jours, 3 heures, 28 minutes et 40 secondes[49]
- 2014 :
  - 3e du Grand Prix Guyader, équipier à bord du Class40 TeamWork40 115, skippé par Bertrand Delesne[50]
  - 5e de la Normandy Channel Race, avec Bertrand Delesne, à bord de TeamWork40 115[50]
- 2015 :
  - 4e de la Normandy Channel Race, avec Bertrand Delesne, à bord de TeamWork40 115[50]
  - Vainqueur sur 28 protos dans la Mini-Fastnet, avec Davy Beaudart, à bord de Flexirub-Cherche co-sponsor 865 (Maximum)[51]
- 2017 : Vainqueur sur 26 protos dans la Mini-Fastnet, avec Ian Lipinski, à bord de Griffon.fr 865 (Maximum)[52]